# 怪笑小説
『怪笑小説』（かいしょうしょうせつ）は、東野圭吾のユーモア短編小説集。『笑小説』シリーズの1作目。

## 概要
小説誌『小説すばる』と『小説新潮』に1993年から掲載され、1995年10月26日に集英社から単行本が発行された。1998年8月20日には集英社文庫版が発行された。単行本には収録作品ごとに東野の「あとがき」が収録されている。文庫版には「あとがき」はなく、巻末に真保裕一の解説が収録されている。
ユーモア小説として発行された。怪しい笑いのある短編集。

## 収録作品・初出一覧
（括弧内は掲載誌と掲載号）
鬱積電車
（小説すばる 1994年8月号）
今日も満員となった電車。電車の中で、それぞれの鬱積された思いが交錯する。
おっかけバアさん
（小説すばる 1994年1月号）
ひょんなことからある歌手の舞台公演に行った婆さん。何回か繰り返し公演に行くうちに、だんだん歌手のおっかけとなって行く。
一徹おやじ
（小説すばる 1995年2月号）
息子を野球選手にしたいがために、息子が幼い時から特訓を続けてきた父親。ついにドラフトの時期がやってきた。
逆転同窓会
（小説すばる 1995年6月号）
教師たちの同窓会が開かれるが、その同窓会にゲストとして教え子たちがやってくる。
超たぬき理論
（小説すばる 1995年8月号）
少年時代に狸を見た男は、狸には超能力があり、UFOの正体は文福茶釜だと信じ込む。
無人島大相撲中継
（小説新潮 1993年4月号）
船が沈没し、無人島で過ごすはめになってしまう。相撲中継の内容を全て覚えている男の相撲中継を聞いて何とか平穏に送っていたが、あるとき賭けが勃発する。
しかばね台分譲住宅
（小説新潮 1993年10月号）
ある日、死体がしかばね台分譲住宅の前におかれていた。分譲住宅の評価を下げたくない住民達は、別の分譲住宅へと捨てに行こうとするが、また死体が戻ってきてしまう。
あるジーサンに線香を
（小説新潮 1994年10月号）
医師の新島先生から急に日記をつけてくれと言われたあるジーサン。日記をつけて何日かたったある日、新島先生に実験に協力してくれと頼まれる。

動物家族
（小説新潮 1994年6月号）
人が何かの動物に見えてしまう主人公、しかし、自分は何の動物かわからない。ある日、いやな家族と友達関係に頭に来た。

## メディア・ミックス
- あるジーサンに線香を：舞台劇 2012年 三越劇場・中日劇場
- あるジーサンに線香を：配信ドラマ 2012年 ドラマJOKER 東野圭吾ドラマシリーズ”笑”

## シリーズ
- 怪笑小説（1995年、集英社 / 1998年、集英社文庫）
- 毒笑小説（1996年、集英社 / 1999年、集英社文庫）
- 黒笑小説（2005年、集英社 / 2008年、集英社文庫）
- 歪笑小説（2012年、集英社文庫）